# Farsta strand (stacja kolejowa)
Farsta strand – podmiejska stacja kolejowa w dzielnicy Farsta strand, w Gminie Sztokholm, w Szwecji, na sieci Stockholms pendeltåg. Położona jest pomiędzy stacjami Älvsjö i Trångsund. Stacja posiada jeden peron wyspowy, dwie hale biletowe oraz dwa wejścia na peron: zachodnie podziemne i wschodnie za pomocą kładki nad torami. W pobliżu stacji kolejowej znajduje się stacja metra o tej samej nazwie.
Stacja została otwarta w 1901 roku.

## Galeria

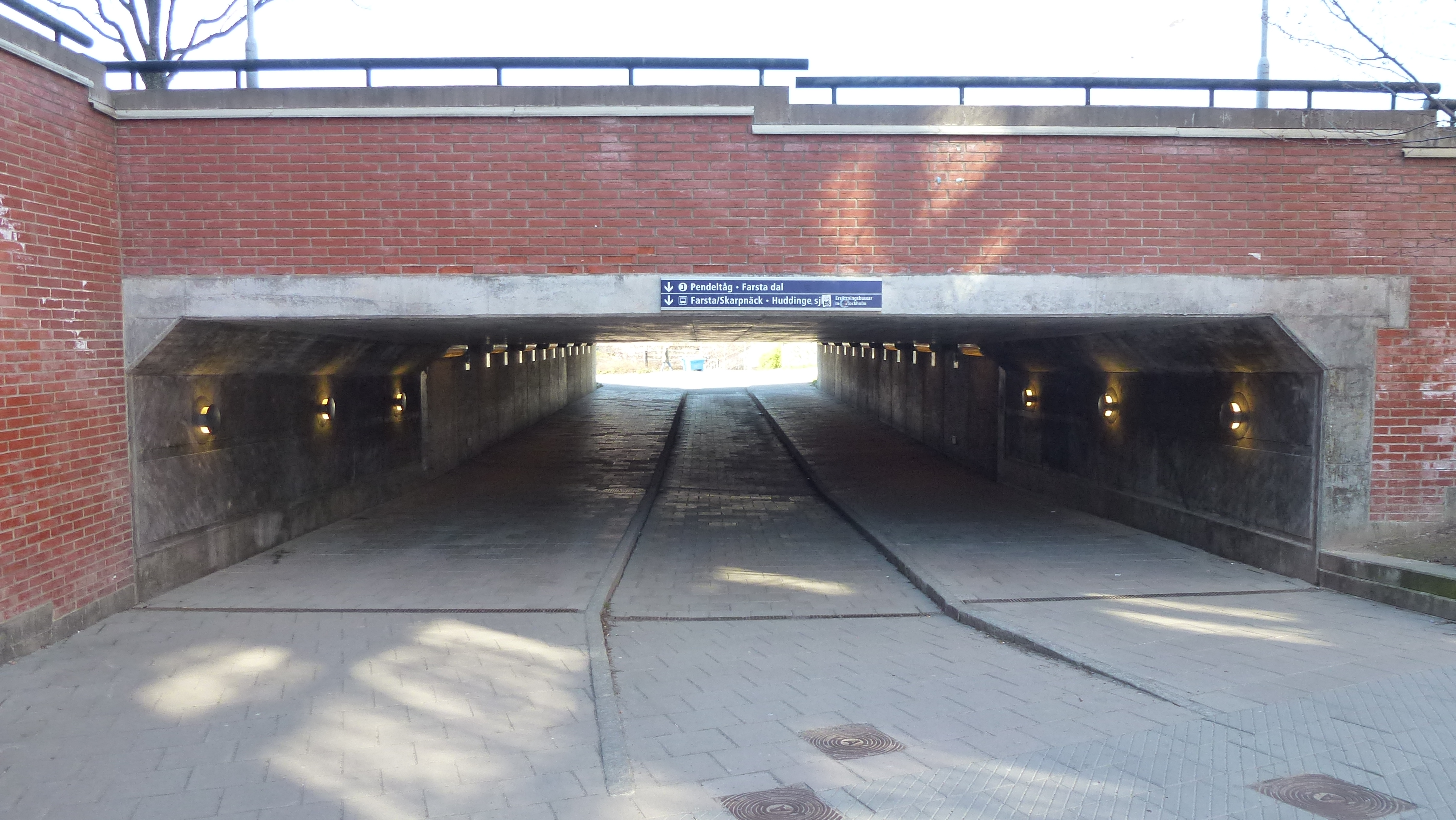
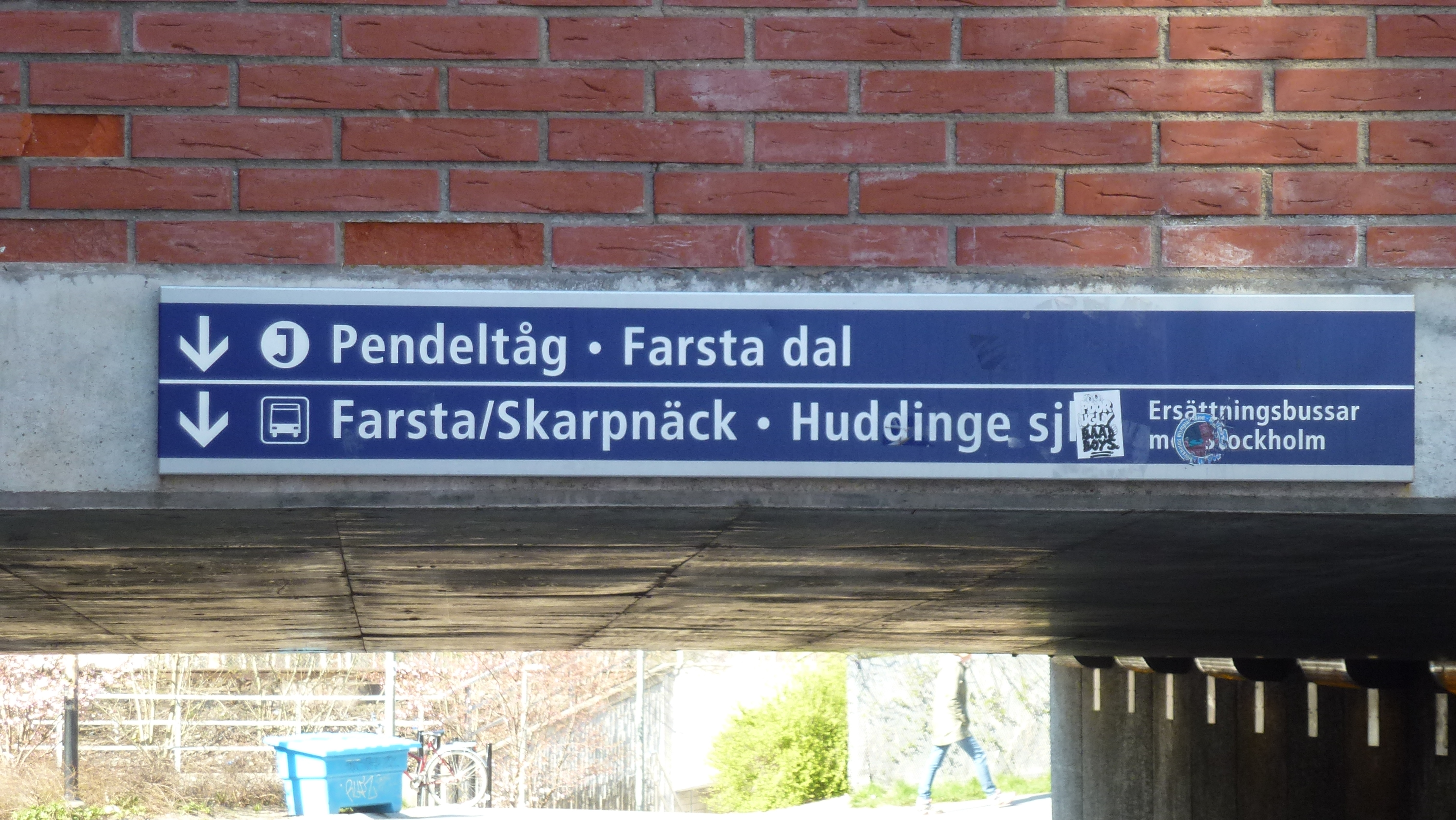
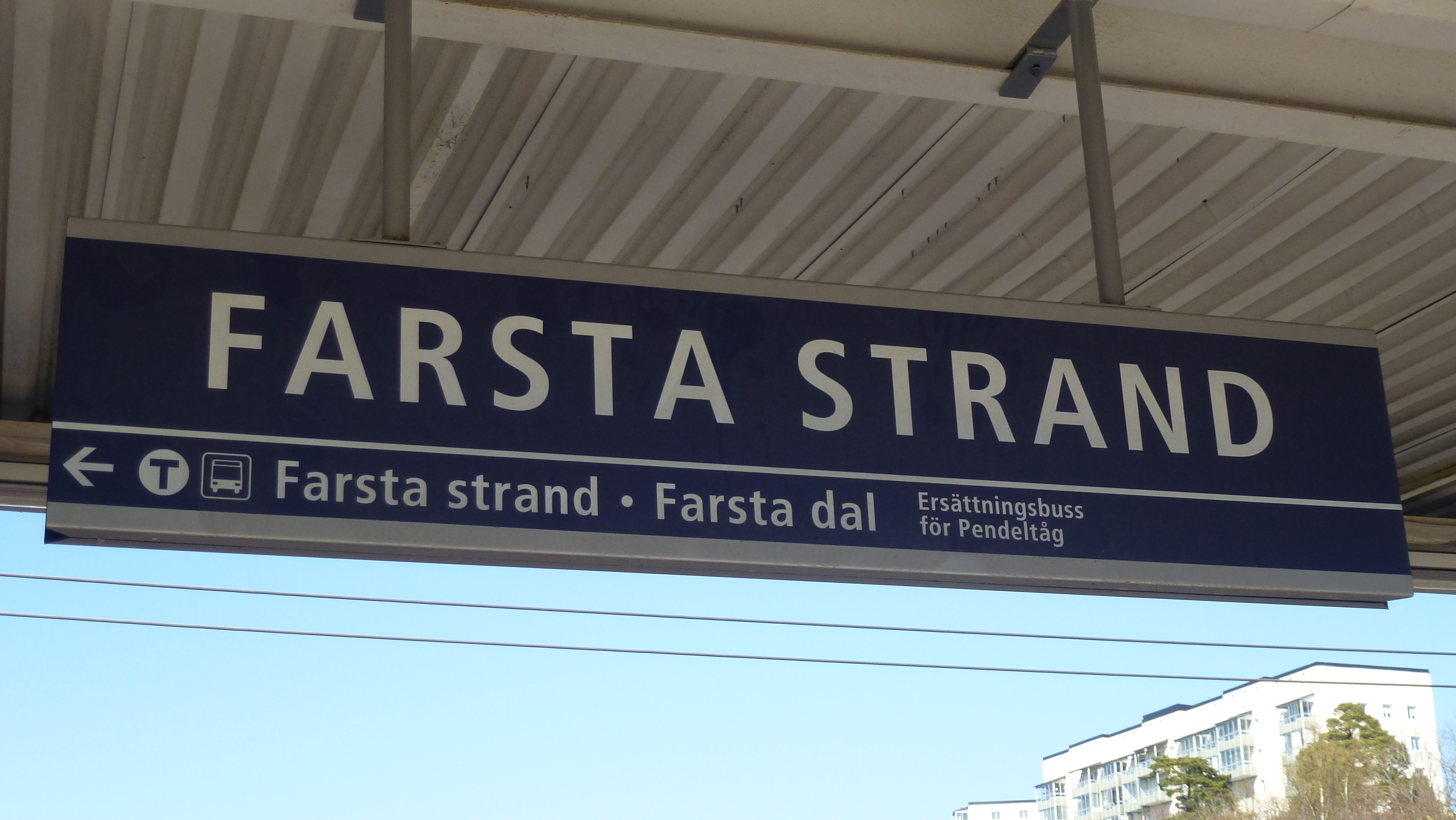
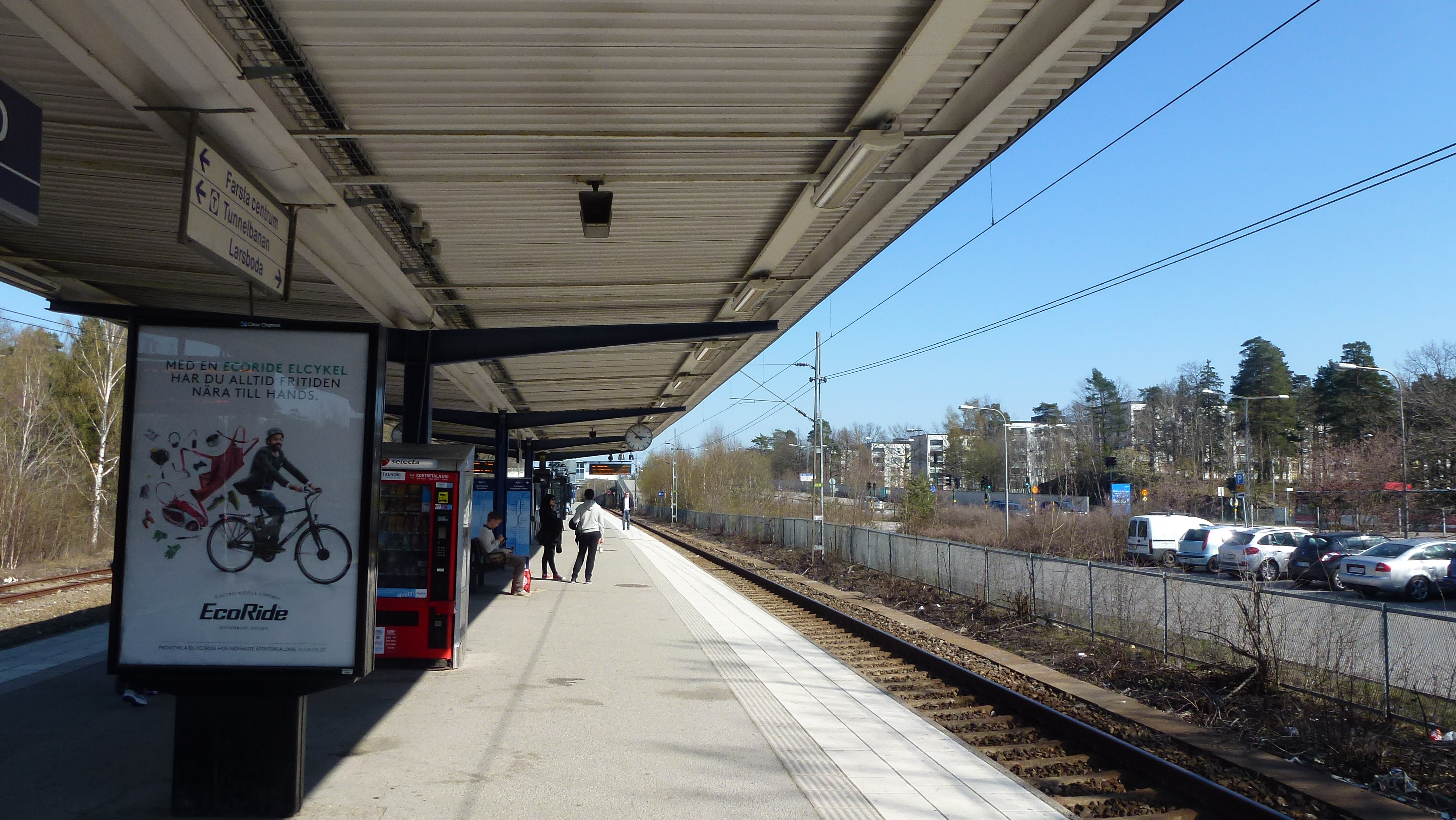
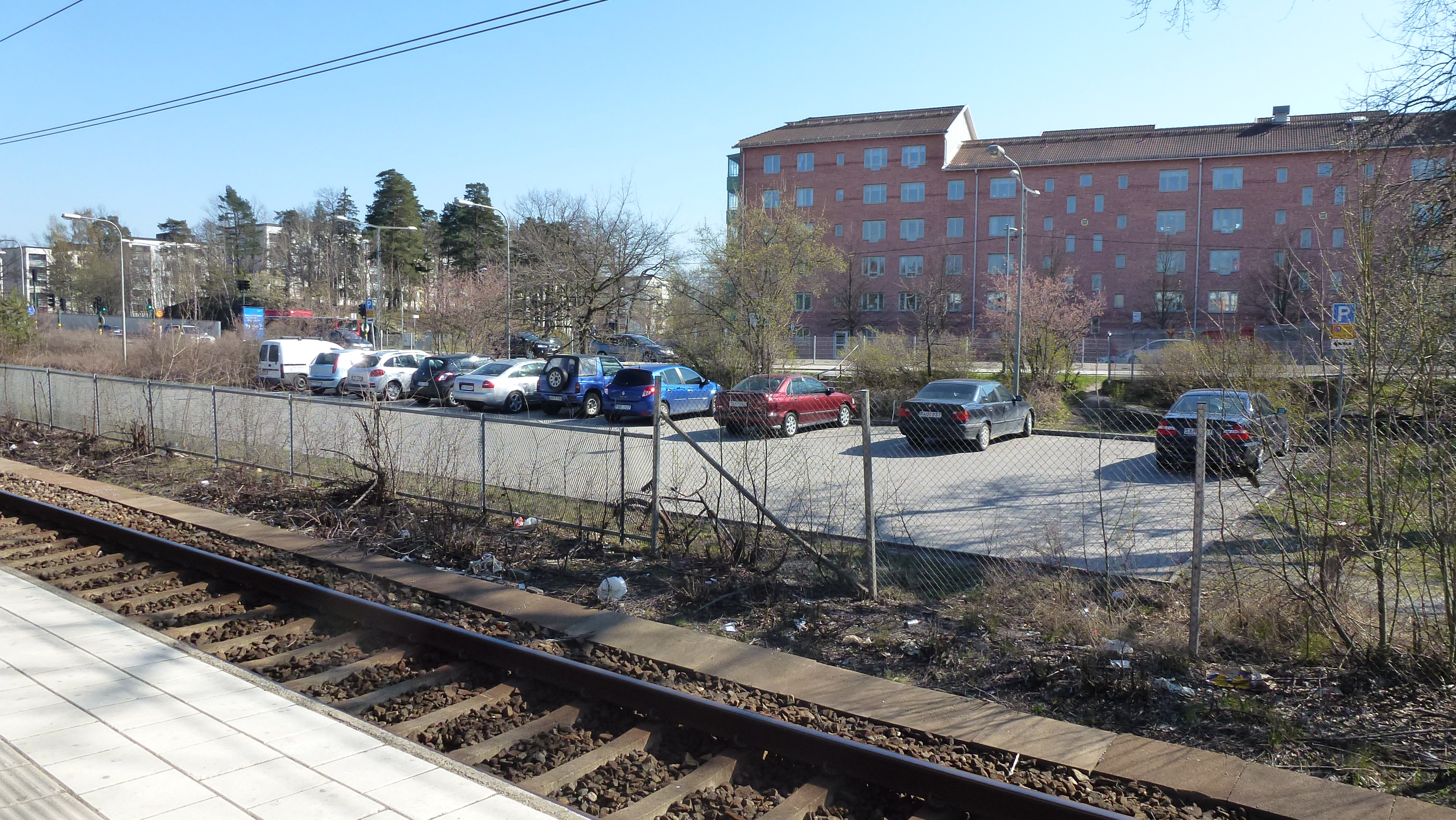
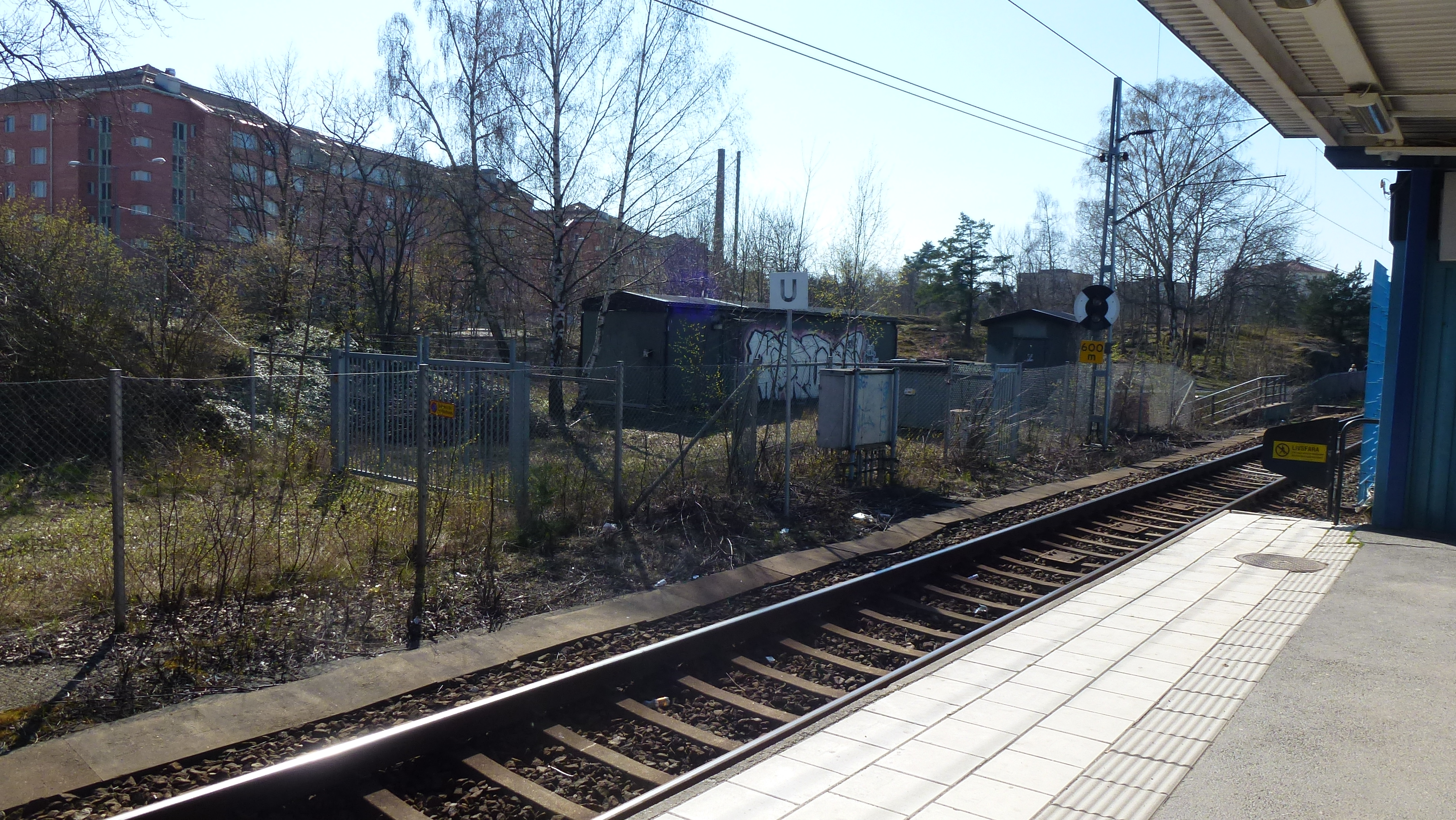
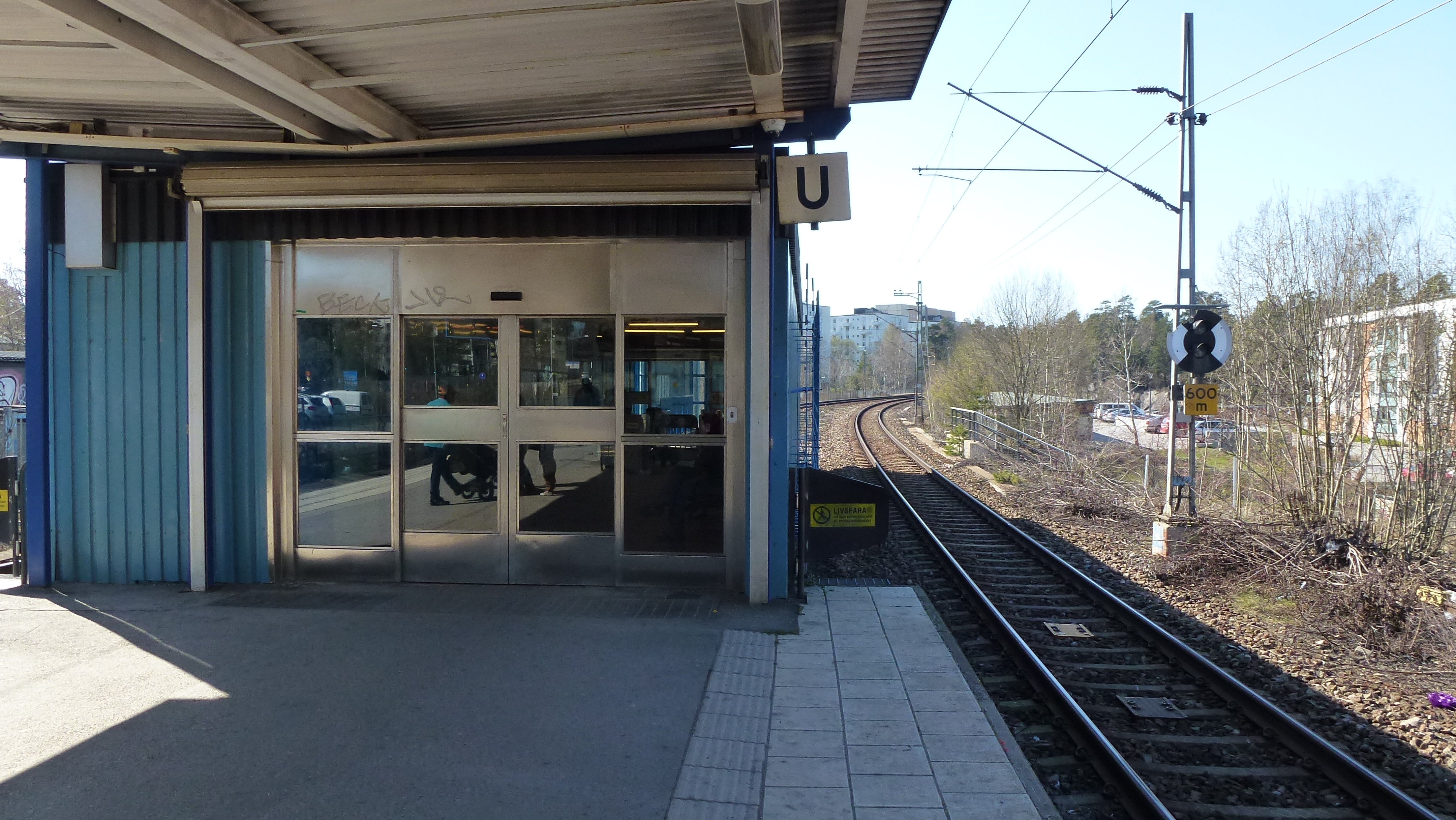
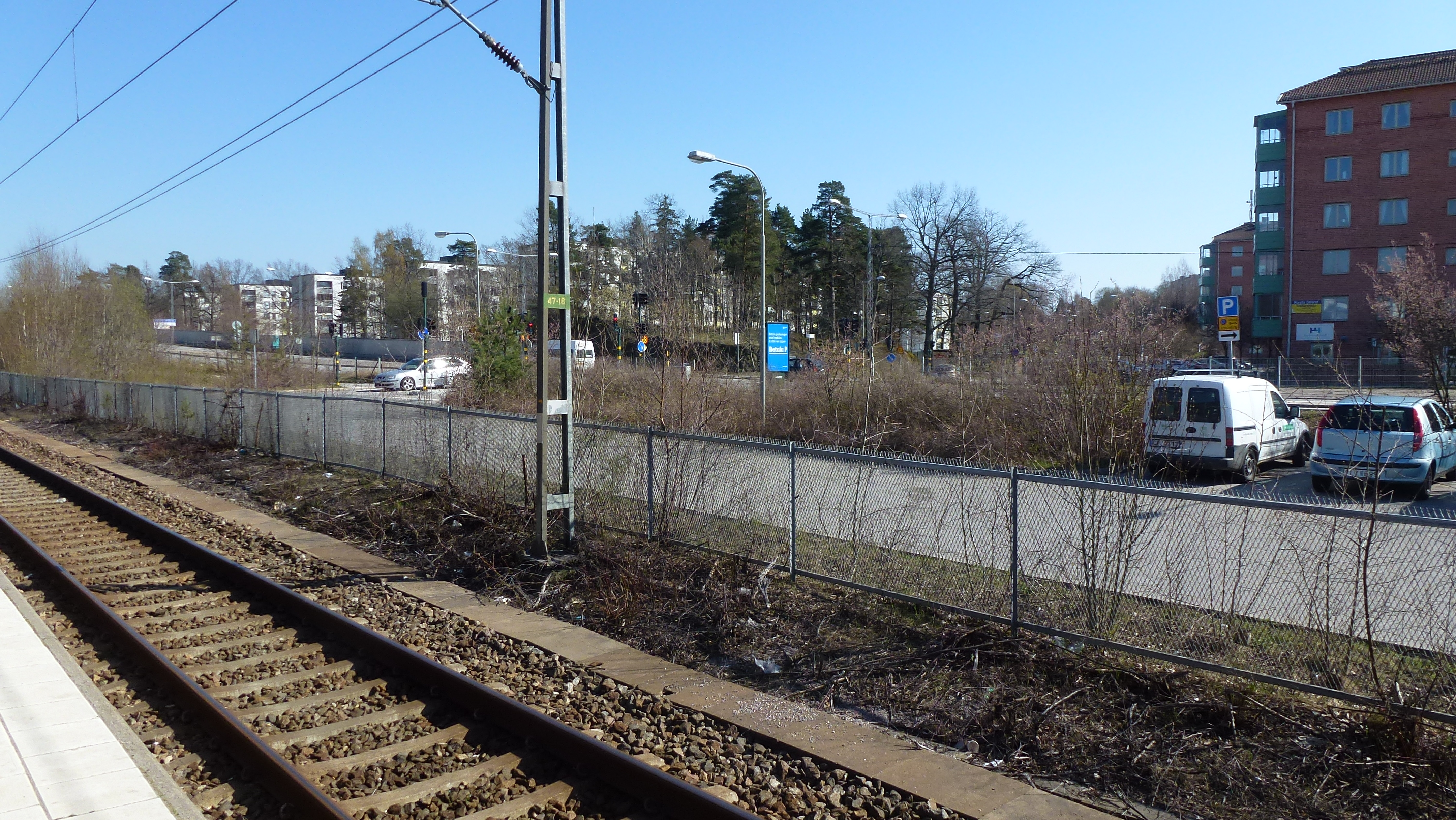
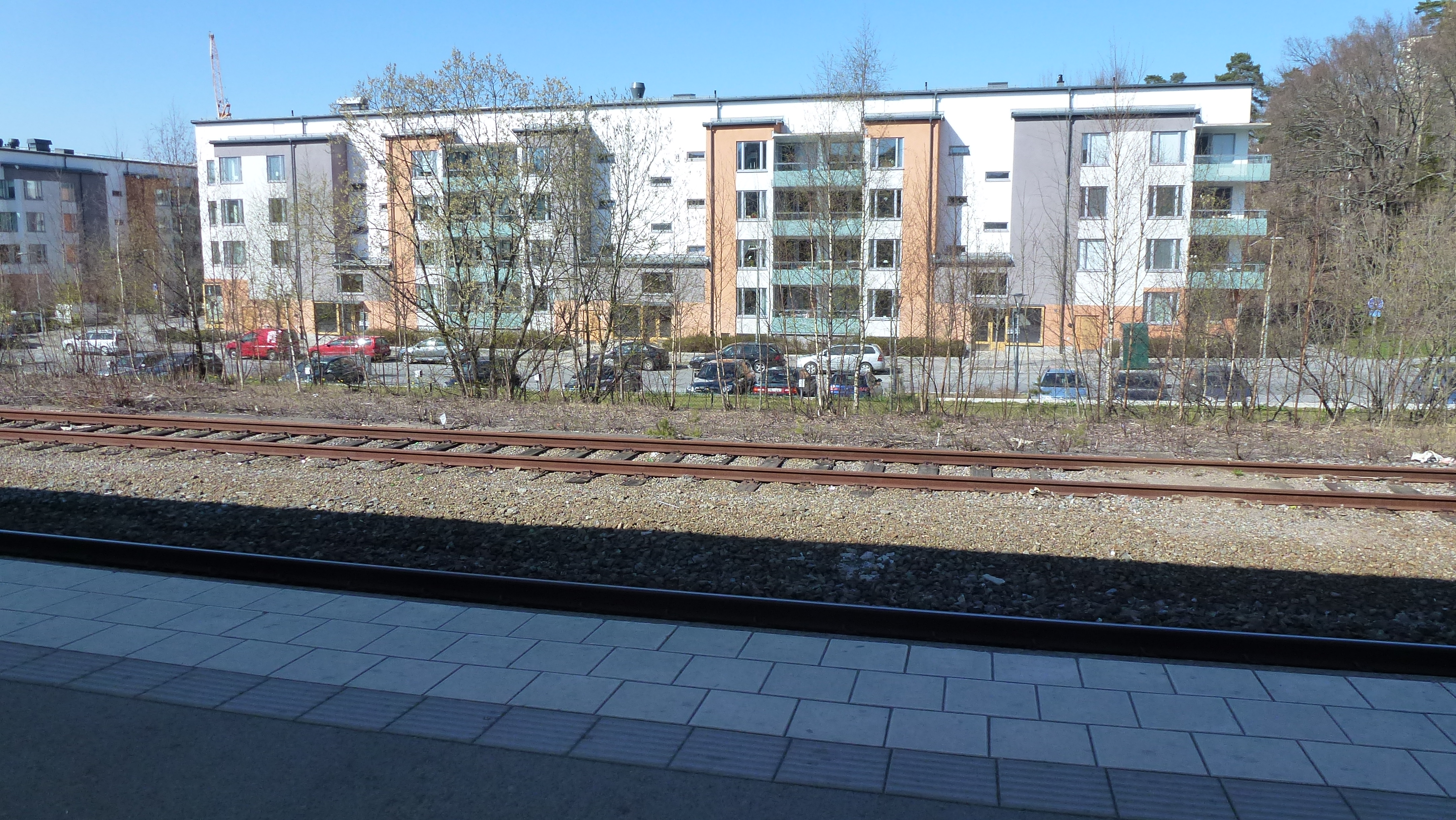
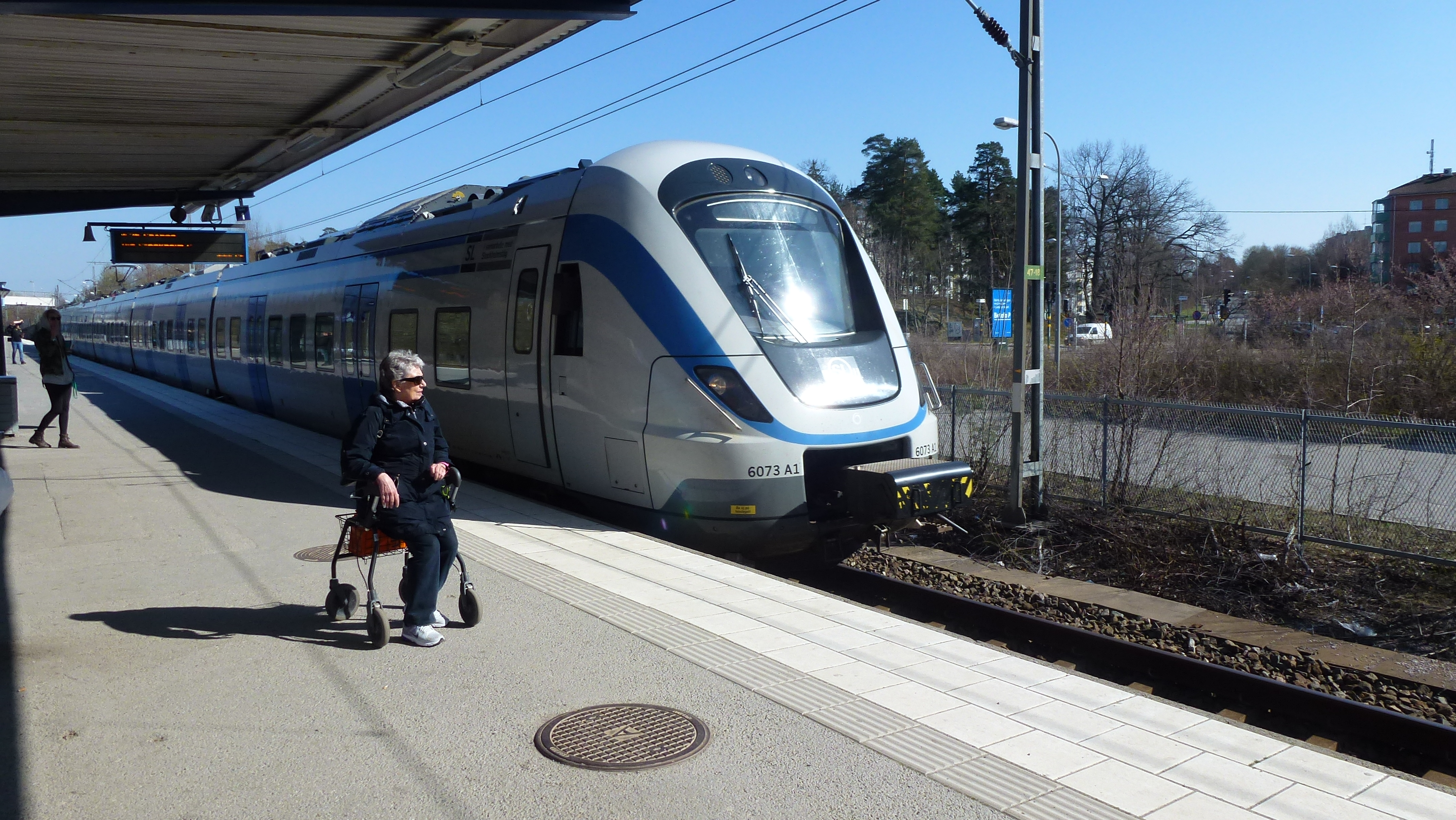
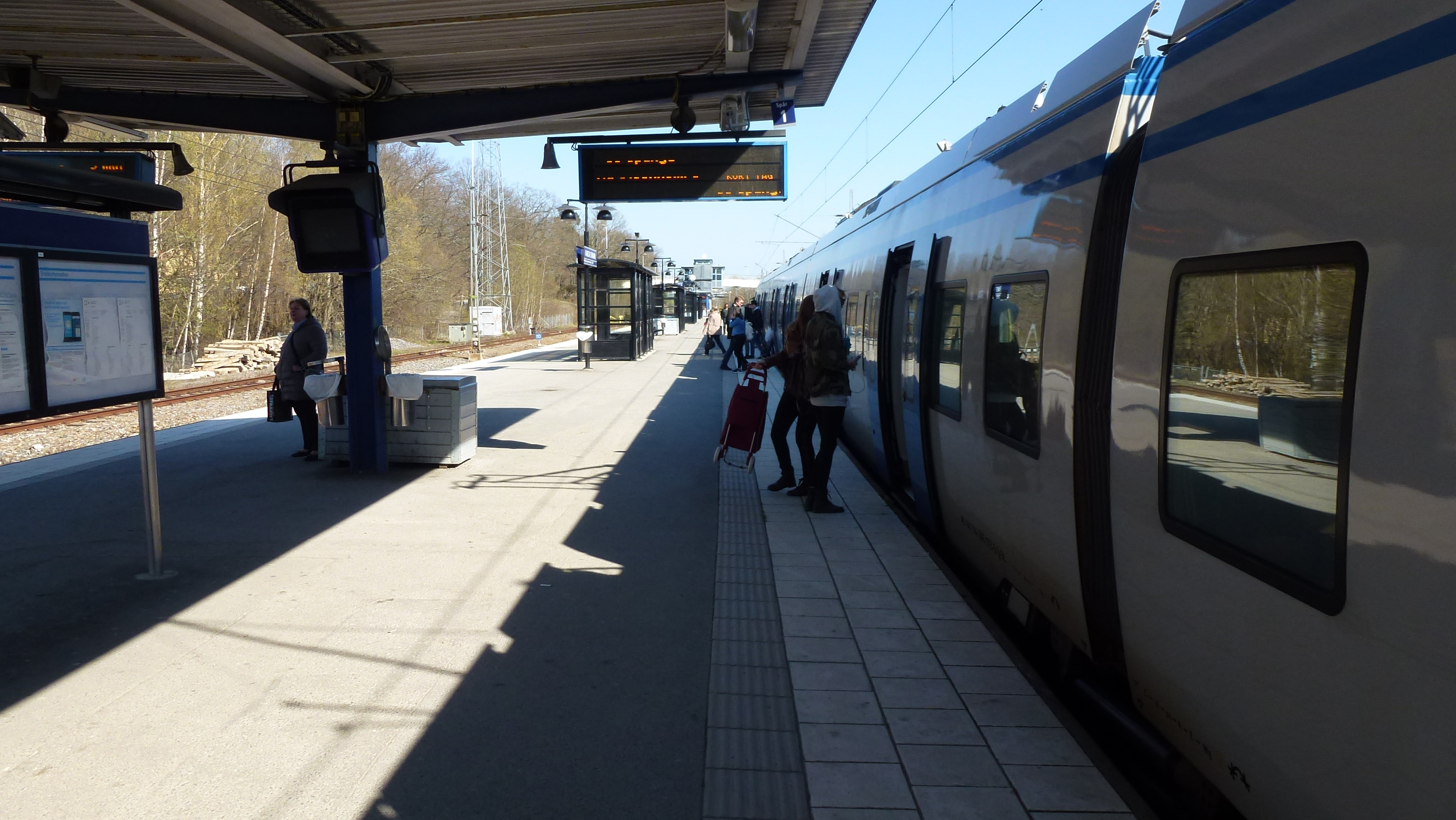
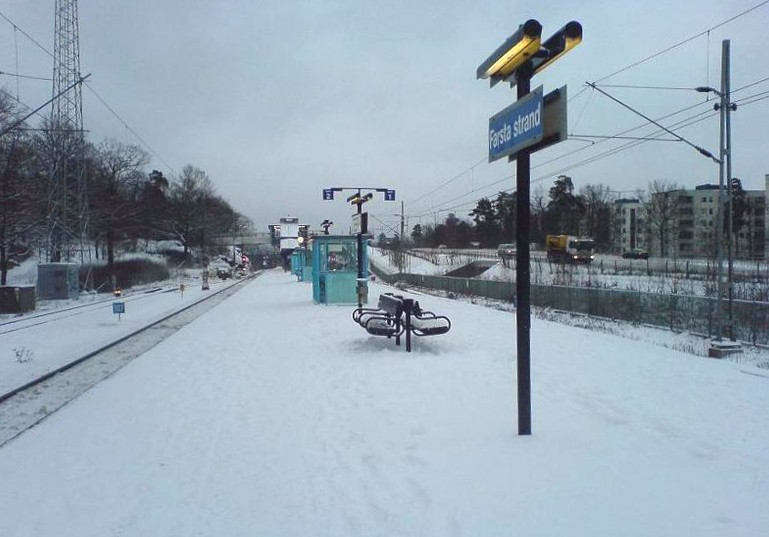
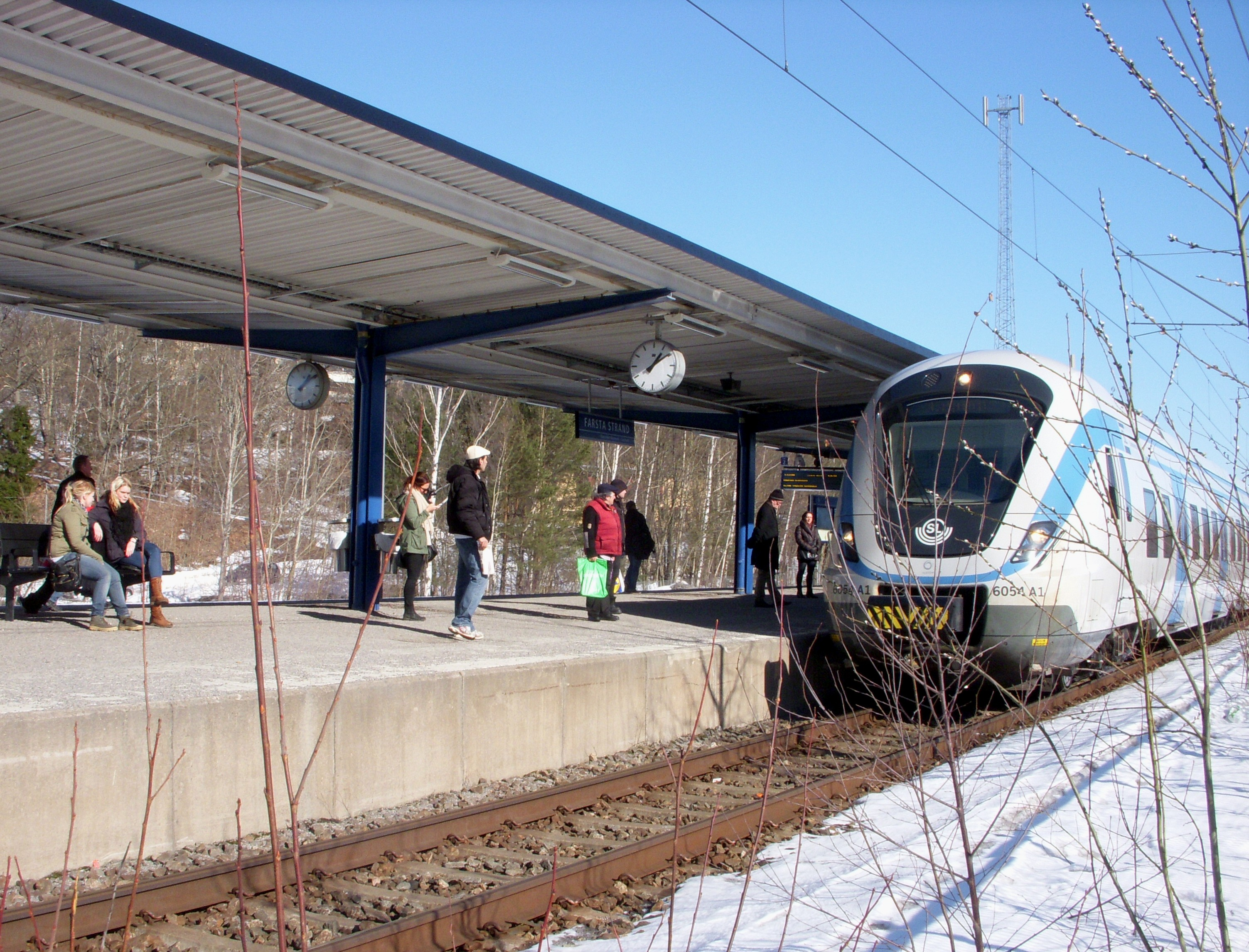
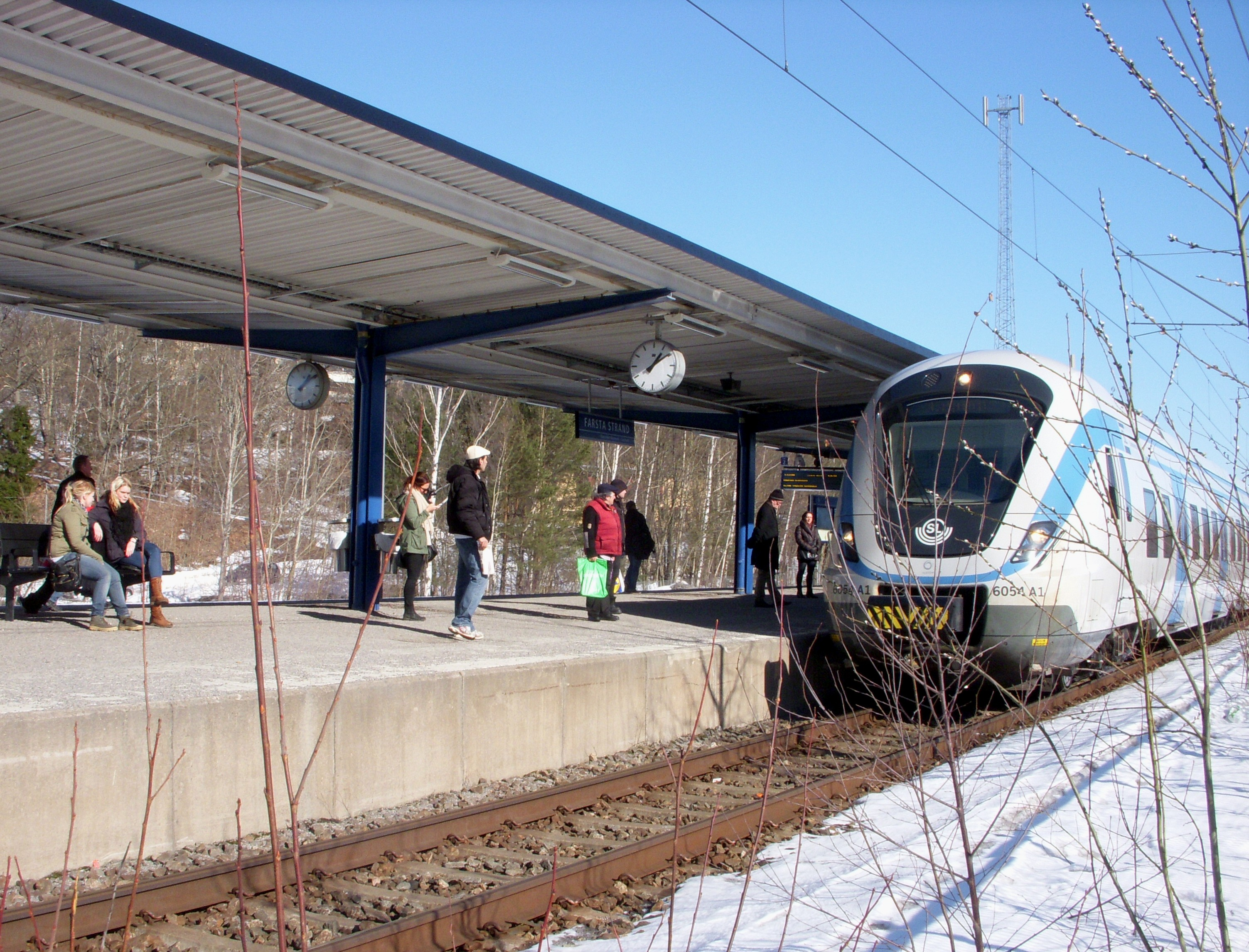
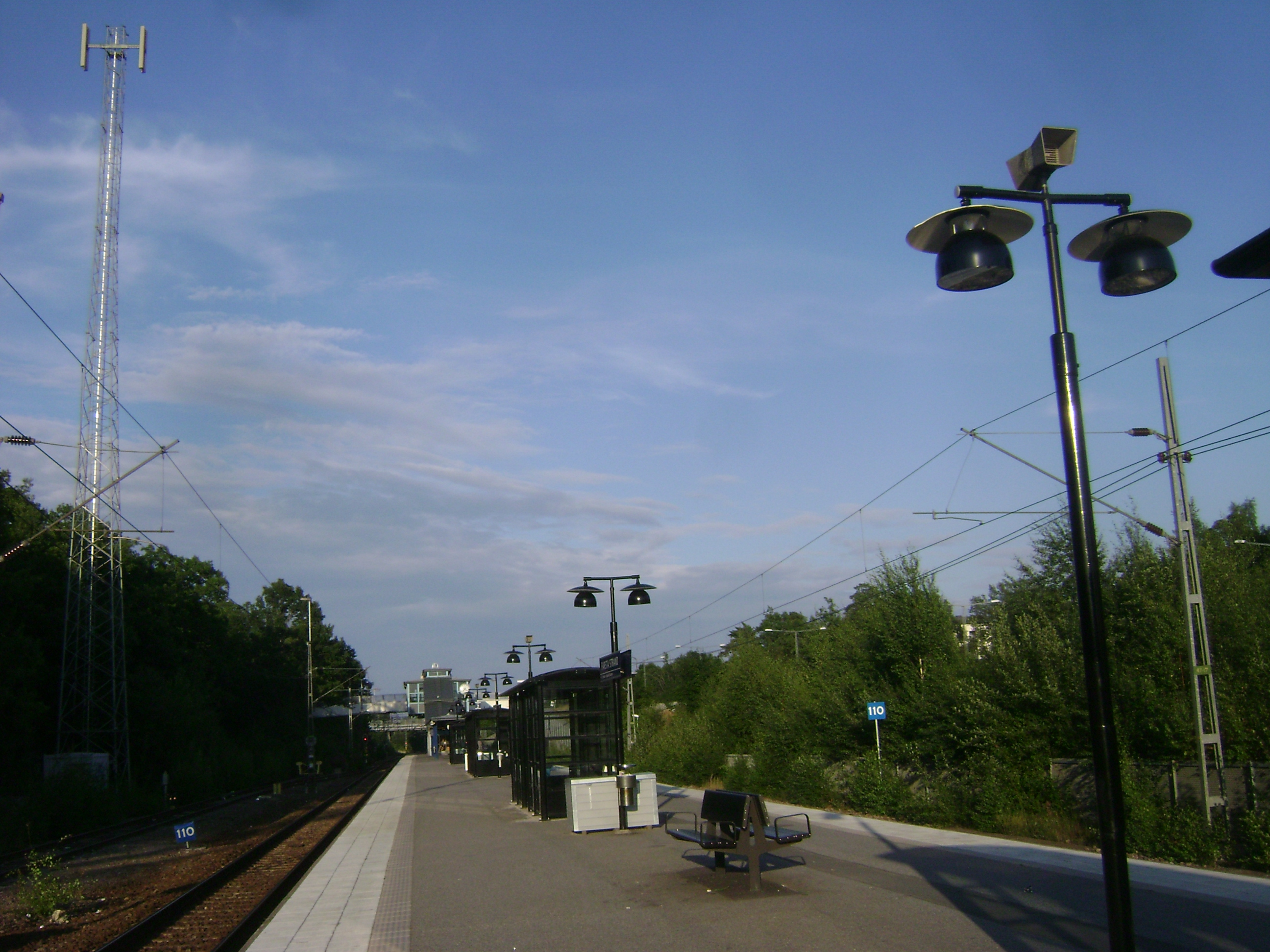
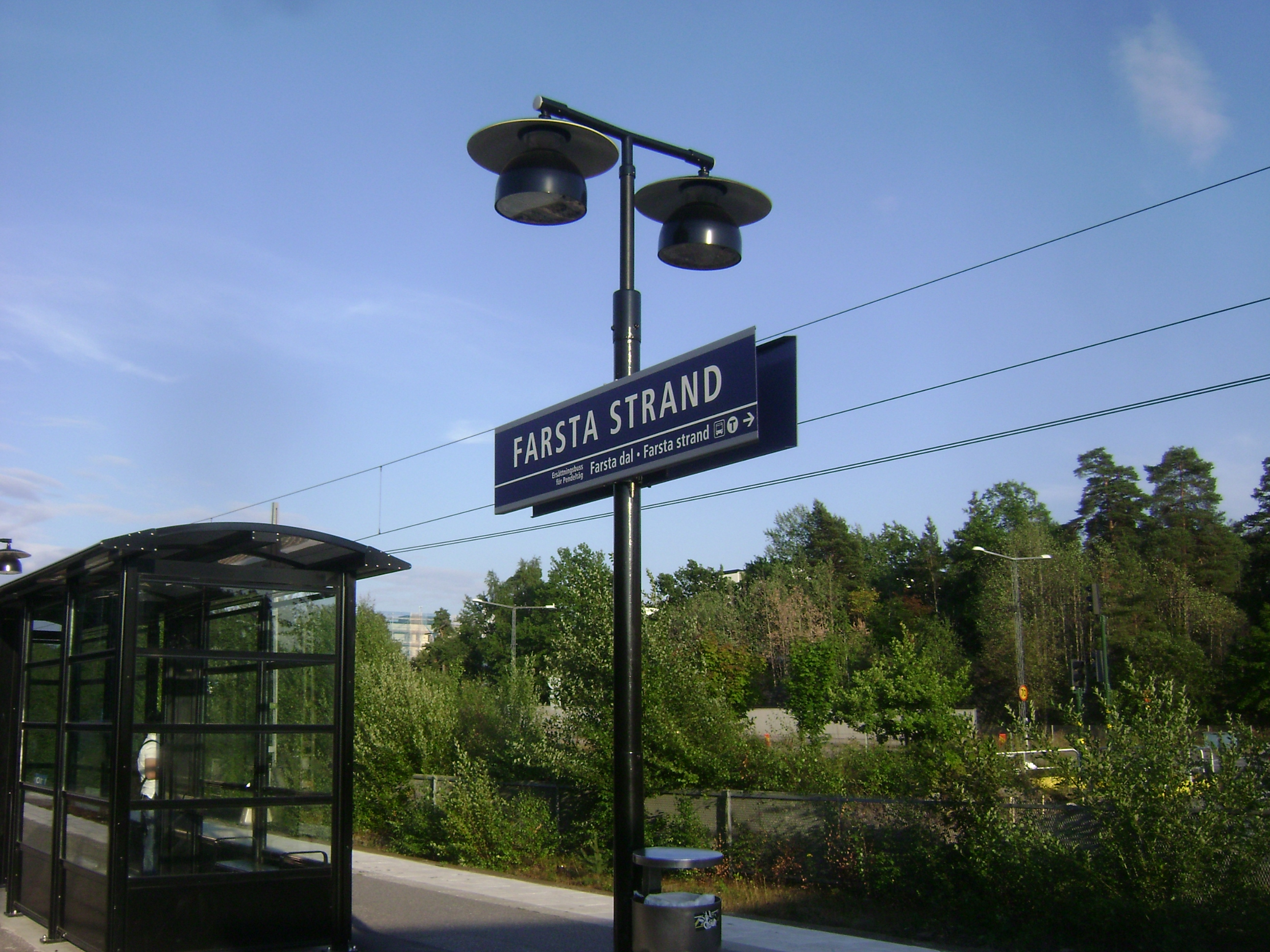

## Linie kolejowe
- Nynäsbanan